# Prespanski narodni park (Albanija)
Prespanski narodni park (albansko Parku Kombëtar i Prespës) je narodni park v jugovzhodni Albaniji na mejnem trikotniku, ki si ga deli z Grčijo in Severno Makedonijo. Park obsega albanski del Velikega in Malega Prespanskega jezera v velikosti približno 277,5 km2. Zanj so značilne visoke gore, ozki otoki, obsežna sladkovodna mokrišča, slani travniki, travniki, trstičevje in gosti gozdovi.

## Zgodovina
Park je bil ustanovljen za zaščito naravne in kulturne dediščine regije in je vključen v evropski zeleni pas in svetovno mrežo biosfernih rezervatov v okviru Unescovega programa Človek in biosfera. Albanski del Prespanskega jezera je priznan kot mokrišče mednarodnega pomena po Ramsarski konvenciji in kot pomembno območje za ptice in rastline.
Obe jezeri sta med 850 in 900 metri nadmorske višine nad Jadranom. Vode, ki so približno 150 metrov nad Ohridskim jezerom, tečejo skozi več kraških podzemnih kanalov, ki iztekajo iz izvirov v jezero. Gora Mali i Thatë (makedonsko Suva gora) loči Prespansko jezero od Ohridskega jezera, ki je eno najstarejših jezer na svetu. Gora je prepoznavna predvsem po pridelavi gorskega čaja (Sideritis – sklepnjak, železovec), ki uspeva na apnenčastih skalah gore; je ena izmed najbolj priljubljenih vrst čaja pri albanskem ljudstvu. Sicer pa park varuje otok Maligrad, ki je posejan s številnimi jamami, primernimi za divje živali in krožni klif.
Zaradi temperaturnih in podnebnih razlik med različnimi območji in višinami parka v njem bivajo številne rastline in živali. Park spada v kopensko ekoregijo mešanih gozdov Pindskega gorovja v palearktičnih sredozemskih gozdovih in makiji in biom grmičevja. Gozdovi pokrivajo 13.500 hektarjev (135 km2) površine parka z gostimi iglavci in listnatimi gozdovi. Od 1130 vrst rastlin in 174 vrst gliv je razširjenih po celotnem parku. Živalstvo predstavlja 60 vrst sesalcev, 270 vrst ptic, 23 vrst plazilcev, 11 vrst dvoživk in 23 vrst rib.
Prespanski narodni park je kulturna krajina, ki prikazuje dokaze o kulturnih praksah, ki segajo tisoče let nazaj, z najstarejšimi sledovi človeškega bivanja iz neolitika. V času klasične antike je v bližini regije potekala trgovska pot Via Egnatia, saj so jo naselili številni ilirski in starogrški plemeni ter Rimljani in kasneje Bizantinci. Kljub temu je park posejan s številnimi naravnimi in kulturnimi značilnostmi, ki vsebujejo prazgodovinska bivališča in bizantinske cerkve, kot so jame Zaver in Treni, cerkev sv. Marije v Maligradu in tako naprej.

## Geografija

### Lega
Prespanski narodni park je strateško lociran v jugovzhodni regiji Albanije, ki meji na Severno Makedonijo na severovzhodu in Grčijo na jugovzhodu. Leži večinoma med zemljepisnimi širinami 40° in 45° S ter zemljepisnimi dolžinami 20° in 55° V. Park obsega 27.750 hektarjev (277,5 km2) v okrožju Korča in vključuje Veliko Prespansko jezero, Malo Prespansko jezero, otok Maligrad in okoliške regije. Mesto Korča je najbližje in največje mesto v regiji. 2100 hektarjev (21 km2) ozemlja parka je kmetijskih zemljišč, 5372 hektarjev (53,72 km2) pa je uvrščenih med neproduktivna zemljišča. Gozdovi zavzemajo 13.500 hektarjev (135 km2) celotne površine, le 1828 hektarjev (18,28 km2) pa sestavljajo pašniki in travniki. Preostanek zavzemajo vodna telesa s 4.950 hektarji (49,5 km2).
Veliko Prespansko jezero si delijo Albanija na zahodu, Severna Makedonija na severovzhodu in Grčija na jugovzhodu. Malo južneje se med Albanijo in Grčijo razprostira Malo Prespansko jezero in se izliva v Veliko, ki je od njega ločeno z ozko potjo. Jezeri sta med 849 in 853 metri nadmorske višine nad Jadranom in sta najvišji tektonski jezeri v jugovzhodni Evropi. Veliko Prespansko jezero se napaja predvsem s podzemnimi pritoki in potoki ter se izliva v Ohridsko jezero. Jezera so obkrožena z visokimi gorami, vključno z Malim i Thatë v Albaniji in Galičico v Severni Makedoniji. Med gorami na zahodu je ozek iztok, katerega jezero se ob poplavah obilnih padavin in spomladi med taljenjem snega odteka do reke Devoll, ki teče skozi osrednje gorovje Albanije, dokler se ne izlije v Jadransko morje.

### Podnebje
Po Köppnovi podnebni klasifikaciji je podnebje parka na splošno sredozemsko s celinskimi vplivi. Precej edinstven je zaradi raznolikega reliefa, razlike v nadmorski višini in lege območja, povezanega z jezeri. Povprečna mesečna temperatura se giblje med 0,2 °C januarja in 19,2 °C julija. Deževje je predvsem pozno jeseni in pozimi, najmanj padavin pa julija in avgusta. Povprečna letna količina padavin se giblje med 700 in 1400 milimetri, odvisno od regije in podnebnega tipa. 

## Okolje

### Habitati
Park je pomembna naravna krajina, ki obsega izjemno zastopanost povezanih ekosistemov, katerih obseg in nedotaknjenost zagotavljata kontrastno in bogato biotsko raznovrstnost, vključno z naravno in kulturno pomembnimi vrstami. Park je veliko in neprekinjeno naravno okolje, ki obsega več krajinskih tipov, vsak z označenimi naravnimi in kulturnimi vrednotami.
Trstičevje se pojavlja ob robovih potokov in rek, kjer je tok počasnejši, vendar jih najdemo največ ob jezerih. Imajo izjemno ekološko vrednost. Odseki jezer v državi, pokriti s trstičjem, imajo površino približno 500 ha. Imajo veliko ohranitveno vrednost, saj zagotavljajo dobro gojišče in prenočišče za različne ptice in druge vrste.
Sladkovodna jezera znotraj parka lahko razdelimo na več ločenih con bioloških združb, povezanih s fizično strukturo jezer. Pelagična cona zajema globoke, predvsem naravno, nezaraščene dele jezer, kjer ne morejo rasti nastajajoče rastline. Litoralno območje je območje ob obali, ki pokriva vegetativne dele, ki obsegajo tako kopensko kot nastajajočo, drevesno ali grmovno vegetacijo. Rečno območje zajema nekatere od največjih in najbolj raznolikih sistemov potokov in kanalov v regiji, vključno z obsežnimi mokrišči, poplavnimi ravnicami in mangrove, ki podpirajo veliko število vodnih ptic ter drugih vodnih in morskih vrst.
Gozdna območja prispevajo bogat nabor zelo različnih rastlinskih in živalskih vrst, ki jih sicer najdemo v parku, vključno z ogroženimi in endemično pomembnimi vrstami. Razlikujejo se po prevladujočih vrstah dreves in druge vegetacije, spreminjajo pa se tudi glede na geološko podlago in nadmorsko višino. Na zelo grobi ravni se lahko šteje, da gozdovi spadajo v več con. Hrast je ena najpogostejših drevesnih vrst v parku, ki po velikosti in gostoti predstavlja posebnost parka. To območje je poraščeno z gradnom, hrastom Quercus pubescens, panonskim hrastom in hrastom cerom, na suhih in kamnitih pobočjih pa prevladuje makedonski hrast (Quercus trojana). Ko se s hribov vzpenjamo v gorske predele, se hrastovi gozdovi spremenijo v bukove, ki se razprostirajo na pobočjih Mali i Thatë. To območje je pretežno bogato z bukvijo skupaj z belim javorjem in turško lesko (Corylus colurna). Območje obsežnih mešanih gozdov bukve in jelke sestavljajo predvsem bela jelka, bolgarska jelka (Abies borisii-regis), evropska bukev in krimska bukev na severovzhodnih gorskih območjih.
Območja travišč z alpskimi in subalpskimi travniki in pašniki prevladujejo na večini grebenov in vzhodnih pobočij Mali i Thatë ter zagotavljajo pomemben habitat za raznoliko prostoživeče živali, ki tukaj živijo v izobilju. Čeprav prevladujejo tudi razmere v alpski tundri, s travami in majhnimi rastlinami z visoko stopnjo endemizma.

### Živalstvo
Pokrajine parka so se skupaj s rastlinskimi in živalskimi viri razvile kot del evolucije porečja Prespanskega jezera pred milijoni let. Razpoložljivost vode, na katero vpliva konfiguracija terena, ima velik vpliv na biotsko raznovrstnost te regije. Raznolikost habitatov v parku zagotavlja veliko različnih virov za številne ogrožene in ogrožene vrste ter vrste, ki trenutno ohranjajo status najmanjše skrbi.
Glede na biogeografijo park spada v kopensko ekoregijo mešanih Pindskih gozdov, palearktičnih sredozemskih gozdov in makije. Vegetacija je večinoma celinsko-evrazijskega značaja s sredozemskimi vplivi. Rastlinski svet predstavlja 1130 vrst rastlin in 174 vrst gliv, razširjenih po celotnem ozemlju parka, 60 vrst rastlin pa je uvrščenih med redke in ogrožene.
Zaradi gostote vegetacije, zaradi katere so nekatera območja ljudem precej nedostopna, je velik del ohranjenih gozdov, grmovja in trav ostal razmeroma nemoten zaradi človekovega posega, kar je pomembno zatočišče za živali. Znano je, da se v parku pojavlja vsaj 60 vrst sesalcev. Je eno zadnjih območij v Evropi, kjer se pojavlja veliko število rjavih medvedov in volkov. Balkanskega risa nikoli niso opazili, vendar se na splošno šteje, da park služi kot pomemben ekološki koridor, saj je v bližini Narodnega parka Shebenik-Jabllanicë. Navadna lisica je razmeroma pogosta in jo lahko pozimi v parku opazimo precej pogosto.
Vendar pa so ptice brez dvoma najštevilčnejši razred živali v parku z več kot 270 vrstami. Približno 132 vrst ptic, ki uporabljajo park, je mogoče razvrstiti kot gnezditvene vrste, preostale vrste pa so bodisi stalni ali negnezdeči obiskovalci parka. Rožnati pelikan in kodrasti pelikan, ki je ena največjih vrst ptic na svetu, preživi poletno sezono v jezerih parka, ki so povezana z neokrnjenimi mokrišči, sladkovodnimi močvirji in stalnimi potoki.
Kljub edinstveni geomorfologiji in posebnemu podnebju parka, v kavernah parka živi več kot 25 vrst netopirjev. V jami Treni živi največja in najpomembnejša populacija dolgonogega netopirja v Evropi. V parku živi 23 vrst plazilcev in 11 vrst dvoživk, vključno močvirska sklednica, hermannova želva (Testudo hermanni), želva Testudo graeca, navadni močerad, žabi debeloglavka in rosnica.

## Čezmejno sodelovanje
Prespanski narodni park v Albaniji je leta 2000 postal del načrtovanega trinacionalnega čezmejnega parka, ki ga vodi Ramsarska konvencija v sodelovanju z nacionalnima parkoma Prespa v Severni Makedoniji in Grčiji. Čeprav so tri države in vpletene mednarodne strani dogovorjeno za ta skupni projekt od leta 2000, je bil pri njegovem izvajanju dosežen le majhen napredek in trije parki se dejansko vodijo kot trije različni parki. Od takrat se je začel izvajati še en skupni projekt v okviru Sveta Evrope: Ekoregion Prespa-Ohrid, katerega cilj je združiti vse projekte ohranjanja mokrišč Ohridskega jezera in Prespanskih jezer pod eno upravo. Posledično je bilo leta 2015 ustanovljeno Prespa-Ohrid Nature Trust.